# Hermann Julius Oberth
Hermann Julius Oberth (Hermannstadt, actual Sibiu, Rumanía, 25 de junio de 1894-Núremberg, Alemania, 28 de diciembre de 1989) fue un físico con raíces alemanas nacido en el imperio Austro-Hungaro y uno de los padres fundadores de la astronáutica y los cohetes espaciales.
Oberth ha sido considerado, junto con el ruso Konstantin Tsiolkovsky y el estadounidense Robert Goddard, uno de los tres padres de la astronáutica. Aunque los tres nunca fueron colaboradores activos: en su lugar, sus logros paralelos ocurrieron con independencia entre ellos.

## Juventud y educación
Oberth nació en la ciudad transilvana de Sibiu en la actual Rumanía, aunque en su momento formaba parte del Imperio austrohúngaro y la ciudad se llamaba Hermannstadt en alemán o Nagyszeben en húngaro.
Según su propia cuenta y la de otros, alrededor de los 11 años Oberth empezó a fascinarse por el campo de la exploración espacial, marcándole principalmente los escritos de Julio Verne, en especial De la Tierra a la Luna, releyéndolo hasta llegar a memorizarlo. Influenciado por las ideas y libros de Verne, Oberth construyó su primer cohete en miniatura como estudiante escolar a los 14 años. En sus primeros experimentos, alcanzó independientemente la idea de un cohete de múltiples etapas, pero carecía, en ese momento, de los recursos necesarios para desarrollar este concepto más allá de la teoría.
En 1912, Oberth comenzó a estudiar medicina en Múnich, participando luego en la Primera Guerra Mundial como médico militar. Más tarde, Oberth comentaría que lo más importante que pudo aprender de esa experiencia es que no deseaba continuar como médico. Después de la guerra, permaneció en Alemania —su ciudad natal formaba parte de Rumanía— y reanudó sus estudios universitarios, pero en ese momento estudiando física.

## Primeros trabajos
En 1922, su tesis doctoral sobre la ciencia espacial fue rechazada por "utópica". Publicó privadamente su trabajo de 92 páginas con el título Die Rakete zu den Planetenräumen (Los cohetes hacia el espacio interplanetario). En 1929 Oberth ampliaría este trabajo a un total de 429 páginas titulado Wege zur Raumschiffahrt (Modos del vuelo espacial).
Oberth comentó más tarde que tomó la opción de no escribir otra tesis doctoral: «Me abstuve de escribir otra, pensando: No importa, demostraré que puedo ser un gran científico que usted, incluso sin el título de Doctor». Oberth criticó el sistema de educación alemán, diciendo «nuestro sistema educativo es como un automóvil que tiene grandes luces traseras, iluminando brillantemente el pasado. Pero para mirar las cosas delanteras son apenas distinguibles».
Formó parte de un grupo de aficionados del cohete, Verein für Raumschiffahrt (Sociedad del vuelo espacial), que habían tomado su libro como inspiración, y actuaba como un mentor para los entusiastas que había creado.
En 1928 y 1929 Oberth trabajó en Berlín como asistente científico en la primera película con escenas en el espacio, Frau im Mond (La mujer en la Luna), dirigida por Fritz Lang. La película tuvo un valor enorme al popularizar la idea de la astronáutica. Oberth perdió la visión en su ojo izquierdo en un experimento para la película.
En el otoño de 1929, Oberth lanzó su primer cohete de combustible líquido, llamado Kegeldüse. Fue ayudado para este experimento por sus alumnos de la Universidad Técnica de Berlín; uno de ellos era Wernher von Braun, el cual dirigiría más adelante el proyecto militar de desarrollar el cohete denominado oficialmente como A4, pero más conocido como V-2. Aunque Oberth no desempeñó un papel directo en ese proyecto, muchas de sus ideas e inventos fueron incluidos en él.
En 1938 la familia de Oberth dejó Sibiu. Oberth se trasladó primero a la Technische Hochschule de Viena, luego a la Technische Hochschule de Dresde, antes de comenzar una tarea con von Braun en Peenemünde para el proyecto del V-2. Sin embargo, dejó pronto el proyecto para trabajar en cohetes antiaéreos de combustible sólido en el complejo WASAG cerca de Wittenberg.
Al finalizar la Segunda Guerra Mundial, la familia de Oberth se trasladó a Feucht, cerca de Núremberg. Oberth fue a Suiza en 1948, donde trabajaba como consultor independiente y escritor.

## Trabajos posteriores

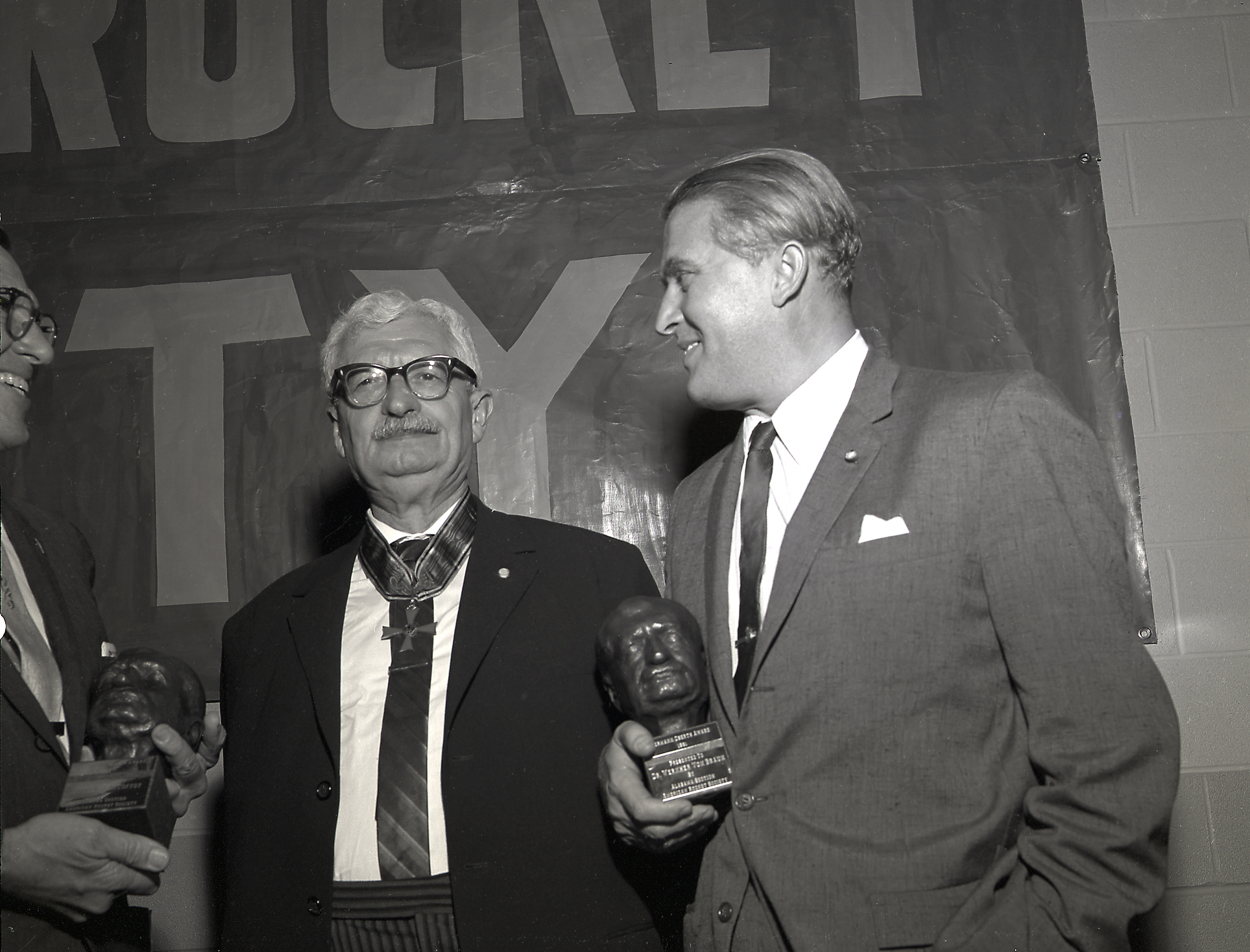
Oberth en 1961 durante la ceremonia de entrega del premio a su nombre (Premio Hermann Julius Oberth, en su día el más importante de su categoría), luciendo la Cruz de la Orden del Mérito de la República Federal de Alemana. A la derecha Werner von Braun y a la izquierda (imagen parcial) Abe Silverstein, receptores del premio.

En 1950 se trasladó a Italia donde, para la marina italiana, terminó el trabajo que había comenzado en WASAG. En 1953 regresó a Feucht para publicar su libro Menschen im Weltraum (Hombres en el espacio), en el que describía sus ideas para un telescopio reflector espacial, una estación espacial, una nave espacial eléctrica y trajes espaciales. En esta década Oberth expresó sus opiniones sobre los ovnis, apoyando la hipótesis de los extraterrestres.
Finalmente Oberth trabajó para su antiguo alumno von Braun, desarrollando cohetes espaciales en Alabama. Entre otras cosas, Oberth estuvo implicado en escribir un estudio, The Development of Space Technology in the Next Ten Years (El desarrollo de la tecnología espacial en los próximos diez años). En 1958 regresó a Feucht, donde publicó sus ideas de un vehículo de exploración lunar, una «catapulta lunar», y sobre helicópteros y aviones silenciosos.
En 1960 regresó a Estados Unidos, donde trabajó en Convair, como consultor técnico del cohete Atlas. En 1962 se retiró a los 68 años. La crisis del petróleo de 1973 sirvió de inspiración a buscar fuentes de energía alternativas, incluyendo un proyecto para una estación eléctrica eólica. Sin embargo, su interés principal en su retiro fue hacia cuestiones filosóficas más abstractas, en libros como Primer For Those Who Would Govern.

## Muerte y legado
Oberth falleció el 28 de diciembre de 1989 en Feucht. Se casó cuando tenía 35 años con Tilli Hummel, con quien tuvo cuatro hijos; un hijo moriría en el frente en la Segunda Guerra Mundial y una hija, que también moriría durante la guerra, en la explosión de una planta de oxígeno líquido en agosto de 1944.
En la ciudad de Feucht se ha creado el Museo del Espacio Hermann Oberth y la Sociedad Hermann Oberth, que reúne a científicos, investigadores y astronautas para continuar su trabajo en la astronáutica y la exploración espacial.
El cráter lunar Oberth y el asteroide (9253) Oberth llevan este nombre en su memoria.
En la película Star Trek III: En busca de Spock aparece una nave de clase Oberth en su honor. Esta clase fue también utilizada en varios episodios de Star Trek: La Nueva Generación.